# راي لحود
راي لحّود (بالإنجليزية: Ray LaHood)‏ هو وزير مواصلات الولايات المتحدة السابق.
وصفته جريدة «الواشنطن ـ بوست» بأفضل وزير نقل، لأنه يقول ما هو مقتنع به، ويفعل ما يقول، ويحب أن يفعل. وهو العربي-الأمريكي الوحيد في حكومة الرئيس باراك أوباما ومن بين الجهود التي بذلها لحود لدى إدارة بوش السعي لإنهاء مظاهر التمييز ضد العرب الأمريكيين في المطارات إضافة إلى جهوده أثناء إدارة كلينتون لرفع الحظر على سفر الأمريكيين إلى لبنان. ويعتبر لحود ثاني جمهوري يختاره أوباما لتولي وزارة في إدارته إضافة إلى وزير الدفاع روبرت جيتس.

## الجوائز
- جائزة جبران خليل جبران، من المعهد العربي الأمريكي، 2008 بالمشاركة مع منظمة اللاجئين الدولية وصحفيون بلا حدود

## وصلات خارجية
- الرئيس نبيه بري وجه رسالة إلى عضو الكونغرس الاميركي راي لحود مجلس النواب، الجمهورية اللبنانية